# Pontus
Pontul (în greacă Πόντος, transliterat: Pontos, în latină Pontus) este o regiune de pe coasta de sud a Mării Negre situată în Turcia de astăzi. Pontul a fost astfel denumit în urma explorării și colonizării orașelor din Anatolia și regiunea Mării Negre de către grecii ionieni spre sfârșitul Epocii întunecate grecești. Devenind un regat independent cu capitala la Amasia, a fost întemeiat in sec. IV î.Hr. Și-a extins frontierele până în 66 î.Hr., când Pompeius Magnus l-a infrânt pe Mitridate VI Eupator. În anul 63 î.Hr. este anexat Imperiului Roman. Numele avea să devină mai specific pentru zona de nord-est a Anatoliei la sfârșitul epocii clasice. În greaca modernă se poate referi la amândouă.

## Istorie
Având în vedere faptul că peninsula Anatoliei în general și Pontul în special se află la răspântia drumurilor dintre Orientul mijlociu, Europa orientală (Caucazul) și lumea mediteraneană, numeroase popoare de origini diferite le-au locuit de-a lungul istoriei sale. Limbile caucaziene cartveliene, cum ar fi Laza, reprezintă, probabil, limbile locuitorilor celor mai vechi-cunoascuți din zonă. Unul dintre cele mai timpurii popoare pontice atestate au fost Leucosyri ("cei de la stâncile albe"). Alte nume atestate pentru cele mai vechi cunoscute triburi care locuiau zona, probabil caucaziene, sunt Moshianii, Maresianii, Makronii, Mosunoechii, Tibarenianii, Țanii (armeană: Ceanik, probabil Lazii), și Haldianii (armeană: Hagtik). Există o mare probabilitate ca originea limbii indo-europene să fie în peninsula Anatolia, limbile indo-europene cum ar fi armeana sau hitita, și limbile anatoliene fiind aici vecine (geografic vorbind) cu limbile caucaziene. Oricare ar fi realitatea istorică, este clar faptul că grecii din sectorul maritim, ei înșiși vorbitori a unei alte limbi indo-europeane, au început a coloniza zona începând cu secolul VI î.e.n., elenizând triburile caucaziene în secolele următoare.

### Colonizarea greacă antică
Primele călătorii ale marinarilor-negustori greci în regiunea numita Pont a avut loc, probabil, în jurul anilor 1000 î.Hr., în timp ce stabilirea lor acolo și întemeierea unor orașe, s-ar fi produs numai către al VIII-lea și al VII-lea secole î.Hr., după cum este remarcat prin documentele arheologice. Acest lucru se potrivește bine cu o data a fondării în ani 731 î.Hr. precum raportează Eusebiu din Cezareea pentru cetatea Sinopolis, probabil, cea mai veche dintre coloniile grecești în regiunea ce avea să fie mai târziu numită Pont. Legendele grecești legate de călătoriile lui Jason în Colhida, poveștile eroului Heracle, navigând pe Marea Neagră și peregrinările lui Odiseu în țara Cimerienilor, precum și mitul constrângerii lui Prometeu de către Zeus în Munții Caucaz, ca pedeapsă pentru păcălirea zeilor, pot fi văzute ca reflecte ale contactelor timpurii dintre coloniștii greci și localnici (probabil popoare caucaziene). Totuși cea mai veche descriere scrisă cunoscută despre Pont, este cea pe care o face Scilax din Carianda, care în secolul al VII-lea î.Hr. descrie așezările grecești din regiune.

### Expansiunea imperiului Persan
În sec. V-VI î.Hr., Pontul a devenit oficial o parte a Imperiului Ahemenid, care, probabil, a însemnat că coloniile grecești locale plăteau tribut perșilor. Atunci când comandantul atenian Xenofon a trecut printr Pont aproximativ un secol mai târziu, în 401-400 î.Hr., el nu a găsit de fapt nici un persan în Pont. Pontul a ieșit de sub dominația persană atunci când Regatul Cappadocia s-a separat de Imperiul Ahemenid, luând cu ea Pontul ca una dintre provinciile sale. Ulterior, Pontus sa separat de Regatul Capadociei sub Mitridate Ktistes I ("Ktistes", Κτίστης însemnând "Fondatorul", sau "Constructor" în limba greacă)în 302 î.Hr. și a devenit independent. Regatul instituit în cele din urmă stabil, în cea mai mare parte în cadrul regiunii imense din Cappadocia, care în primele secole s-a extins de la frontierele cu Cilicia in Euxin (Marea Neagra), regatul în ansamblu a fost numit la început "Cappadocia spre Pont", dar apoi pur și simplu "Pont", numele de Cappadocia fiind limitat la jumătatea sudică a regiunii incluse anterior în acest titlu.

### Regatul Pontului

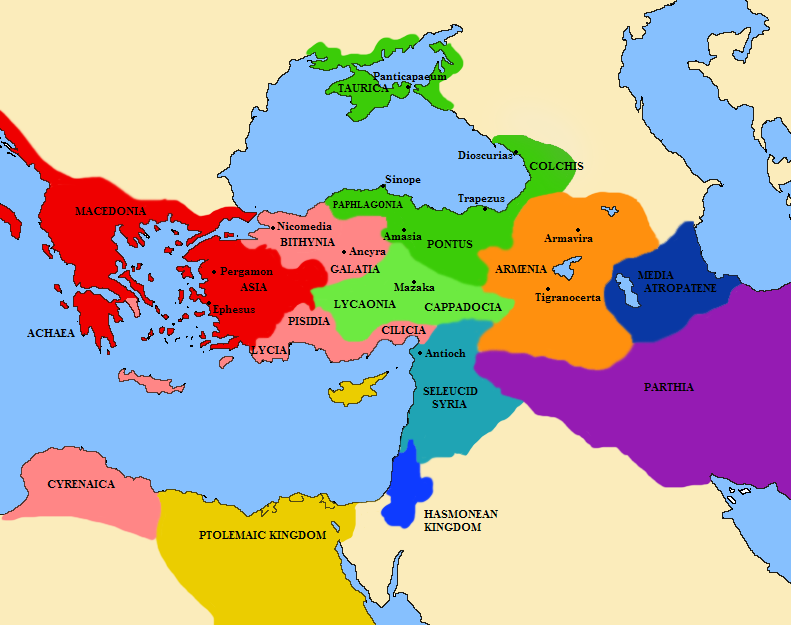
Pontul în primul război cu Roma

Regatul Pontului s-a extins, în general, la est de Râul Halys. Dinastia persană, care a fondat acest regat avut în timpul secolului al patrulea î.Hr. sub conducere orașul grec Cius (sau Kios), în Misia, cu său membru de primul cunoscut fiind Ariobarzanes I din Cius și ultimul conducător cu sediul în oraș fiind Mitridate al II-lea. Fiul lui Mitridate al II-lea, de asemenea, numit Mitridate, a devenit Mitridate I Ktistes din Pont.
În timpul perioadei de tulbure după moartea lui Alexandru cel Mare,  Mitridate Ktistes a fost pentru un timp în serviciul lui Antigonus, unul dintre succesorii lui Alexandru, și a manevrat situația cu succes în acest moment tulbure pentru a crea Regatul Pontului (la scurt timp după 302 î.Hr.),  care ar fi condus de către urmașii săi care poartă cea în mai mare parte acelasi nume, până în 64 î.Hr.. Astfel, această Dinastia persană a reușit să supraviețuiască și să prospere în lumea elenistică, în timp ce principalul Imperiul Persan a căzut.
Acest regat a ajuns la înălțimea cea mai mare sub Mitridate al VI-lea sau Eupator Mitridate, de obicei numit cel Mare, care a fost în razboi cu romanii o lunga perioada de timp. Sub el, tărâmul Pontului a inclus nu numai Capadocia pontică, ci, de asemenea, de la coasta de frontieră cu Bitinia pîna în Colchis, o parte din apele interioare ale regiuni Paflagonia, și Armenia Mică. În ciuda guvernari regiuni Armena Mică, regele Mitridate al VI-lea a fost un aliat al regelui armean Tigranes cel Mare, care s-a căsătorit cu fiica lui Cleopatra. În cele din urmă, cu toate acestea, romanii au învins atât pe regele Mitridate al VI-lea și pe fiul său care era urmaș la tron, cât si pe regele armean Tigranes cel Mare, în timpul războiului Mithridatic, aducând Pontul sub dominația romană.

Pontului regat client al Imperiului Roman (în unire cu Colchis), cca. 50 d.Hr..

### Provincie Romană
Odată cu supunerea acestei împărății de către Pompei, în 64 î.Hr., în care puține schimbări au fost făcute în structurarea vieții, nici pentru oligarhii care controlau orașele și nici pentru oamenii obișnuiți din oraș sau interiorul țării, sensul cuvântului Pont nu a suferit nici o schimbare. Parte a regatului a fost acum anexat la Imperiul Roman, fiind unit cu Bitinia într-o provincie dublă numită Pont și Bitinia: această parte a inclus numai teritoriile dintre coasta Heraclea (azi, Eregli) și Amisus (Samsun). Cu toate acestea cea mai mare parte a Pontului, a fost inclus în provincia Galatiei. 
În continuare simplu nume Pont, fără specificare a fost în mod regulat angajat pentru a desemna jumătate din această provincie dublă, în special de către romani și de oamenii care vorbesc din punct de vedere roman, el este atât de folosit aproape întotdeauna în Noul Testament. Jumătatea de est a regatului vechi a fost administrat ca un regat client, împreună cu Colchis. Ultimul său rege a fost Polemon II.

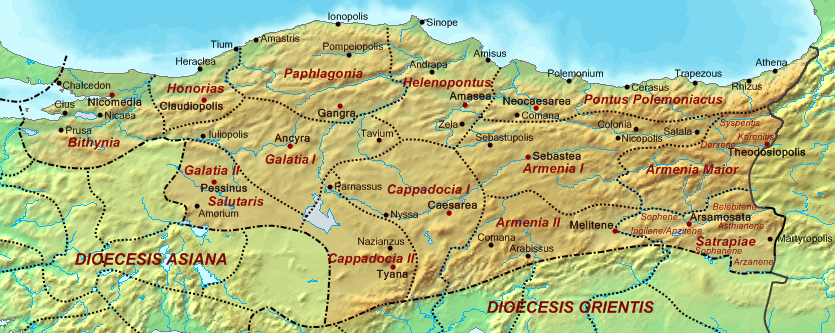
Eparhia Pontului și provinciile sale în CA. 400 d. Hr..

## Link
- http://www.karalahana.com/english/archive/history.html Arhivat în 1 iunie 2013, la Wayback Machine.
- http://www.greek-genocide.org/ Arhivat în 5 martie 2021, la Wayback Machine.
- http://www.pontosworld.com/
- http://www.hum.ihu.edu.gr/